# Wade–Giles
Wade–Giles är ett av flera system för att återge kinesiska språket med det latinska alfabetet. Det utvecklades av de engelska diplomaterna och sinologerna  Thomas Wade (1818–1895) och Herbert Giles (1845–1935) under 1800-talet.
Det första utkastet till transkriptionssystemet lanserades i Wades kinesiska lärobok Yü yen tzŭ êrh chi, som publicerades när han arbetade på den brittiska legationen i Peking 1867. Systemet byggde på pekingdialekten och återgav konsonantljud efter engelskt mönster, medan vokalerna byggde på kontinentala förebilder som tyska och italienska. Wade använde också en rad olika diakritiska tecken för att skilja mellan olika fonem.
Wades system blev snabbt populärt i västvärlden. År 1892 modifierade sinologen Herbert Giles systemet i sitt kinesisk-engelska lexikon, varefter transkriptionssystemet blev känt som "Wade-Giles".
Wade-Giles användes allmänt under större delen av 1900-talet, men fasades ut efter 1979 då att Folkrepubliken Kinas regering beslutade att använda pinyin-systemet i alla publikationer på utländska språk. Wade-Giles-systemet används fortfarande bland annat på Taiwan, men har numera i stor utsträckning även där ersatts av pinyin.